# Bentley Continental R
Bentley Continental R — люксовое купе, выпускавшееся британским автопроизводителем Bentley Motors с 1991 по 2003 год. Continental R считается первым автомобилем Bentley с кузовом, не совпадающим с кузовом модели Rolls-Royce, начиная с S3 Continental 1965 года, и первый автомобиль с трансмиссией GM 4L80-E. Continental R считался самым быстрым, дорогим и мощным автомобилем Bentley своего времени. На момент выпуска это был самый дорогой серийный автомобиль в мире. В 1995 году был выпущен кабриолет под названием Bentley Azure. 

## Описание
Будучи управляющим директором Rolls-Royce Motor Cars в начале 1980-х годов, когда компания принадлежала Vickers, Дэвид Пластоу увидел потенциал в бренде Bentley. В течение предыдущих 15 лет им пренебрегали, и в то время он составлял лишь очень небольшой процент от продаж компании, особенно за пределами Великобритании на таких важных рынках, как США. Первым шагом в преобразовании бренда стало появление модели стандартного 4-дверного седана Bentley с турбонаддувом: в результате в 1982 году был выпущен Bentley Mulsanne Turbo. На этом фоне Питер Уорд, директор по маркетингу компании (а впоследствии и управляющий директор), хотел ещё больше подчеркнуть спортивный характер бренда Bentley и отойти от модели Bentley, которая была просто Rolls-Royce с другим логотипом. Они поручили дизайнерам Джону Хеффернану и Кену Гринли придумать идеи для нового, уникального купе Bentley. В 1985 году на Женевском автосалоне был представлен макет из стекловолокна в рамках концепции Rolls-Royce's «Project 90» для будущего купе Bentley. Концепция была встречена с энтузиазмом, но «Project 90» в значительной степени был отложен, поскольку компания начала работать над заменой Rolls-Royce Corniche. Во время этого процесса Грэм Халл, главный дизайнер Rolls-Royce, предложил совету директоров, что эскизы, набросанные для Corniche, лучше подошли бы для купе Bentley. С этого момента было решено, что Corniche может оставаться в прежнем виде, а усилия будут направлены на создание нового купе Bentley. В 1986 году Грэм Халл создал дизайн-проект нового купе Bentley, которое стало называться Continental R. На базе платформы Rolls-Royce SZ (которая была эволюцией платформы SY) был создан аэродинамичный двухдверный кузов купе.
Джон Хеффернан и Кен Гринли были официально наняты для завершения разработки Continental R. Они руководили Школой автомобильного дизайна в Королевском колледже искусств и перешли в Международную компанию автомобильного дизайна (IAD), базирующуюся в Уортинге, на юге Англии, где занимались производством первых прототипов. Компания IAD выпустила новый 4-осевой 5-координатный фрезерный станок специально для резки глины для прототипов Continental. Гринли и Хеффернан постоянно общались с Грэмом Халлом на протяжении всего процесса разработки. Интерьер был полностью разработан Грэмом Халлом и небольшой командой дизайнеров Rolls-Royce. Кузов автомобиля сильно отличался от четырёхдверных SZ Rolls-Royce и Bentley того времени с плоскими боковыми сторонами и обеспечивал гораздо более низкий коэффициент аэродинамического сопротивления Cd=0,37. У Continental R также были дверные проёмы, вырезанные в крыше, что было необходимо для облегчения доступа в автомобиль, у которого линия крыши была ниже, чем у четырёхдверных седанов того времени. Лёгкий спойлер также был характерной особенностью задней части. Готовый автомобиль эффективно скрывает свои огромные размеры (Continental R примерно на 10 сантиметров длиннее, чем Mercedes-Benz S-класс с длинной колёсной базой).
Возрождение марки Bentley после выпуска Bentley Mulsanne Turbo, а затем Continental R, по общему признанию, спасло автомобили Rolls-Royce и заложило основу, которая привела к выкупу и разделению брендов Rolls-Royce и Bentley в 1998 году. После приобретения Volkswagen марка Bentley снова стала самостоятельной.
Готовый предсерийный Continental R (разработанный под кодовым названием «Nepal») был тайно доставлен в Швейцарию для неожиданной презентации на Женевском автосалоне в 1991 году (ожидалось, что автомобиль будет представлен в 1992 году). Для презентации новой модели была выбрана музыка Генделя «Садок-Священник», изначально написанная для коронации короля Георга II в 1727 году. Султан Брунея, впечатлённый новой моделью, приобрёл выставочный автомобиль на мероприятии за более чем 2 миллиона фунтов стерлингов. Новый Mercedes-Benz W140, также представленный на выставке, был полностью вытеснен неожиданным появлением ярко-красного нового купе Bentley, которое получило в основном положительные отзывы публики.

## Модификации
- Continental S (1994—1995)
- Continental R California Edition (1998)
- Continental R Mulliner (1999)
- Continental T (1996)
- Continental Sedanca Coupé (SC) (1999)[10]
- Continental R Final Series (2003)

## Галерея

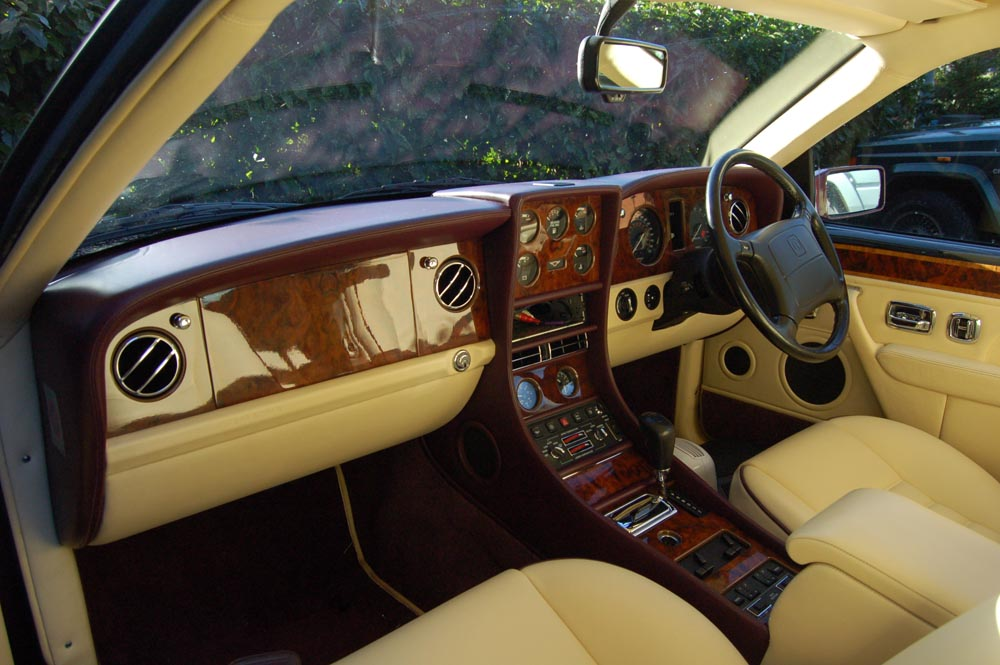
Интерьер 1996 Bentley Continental R
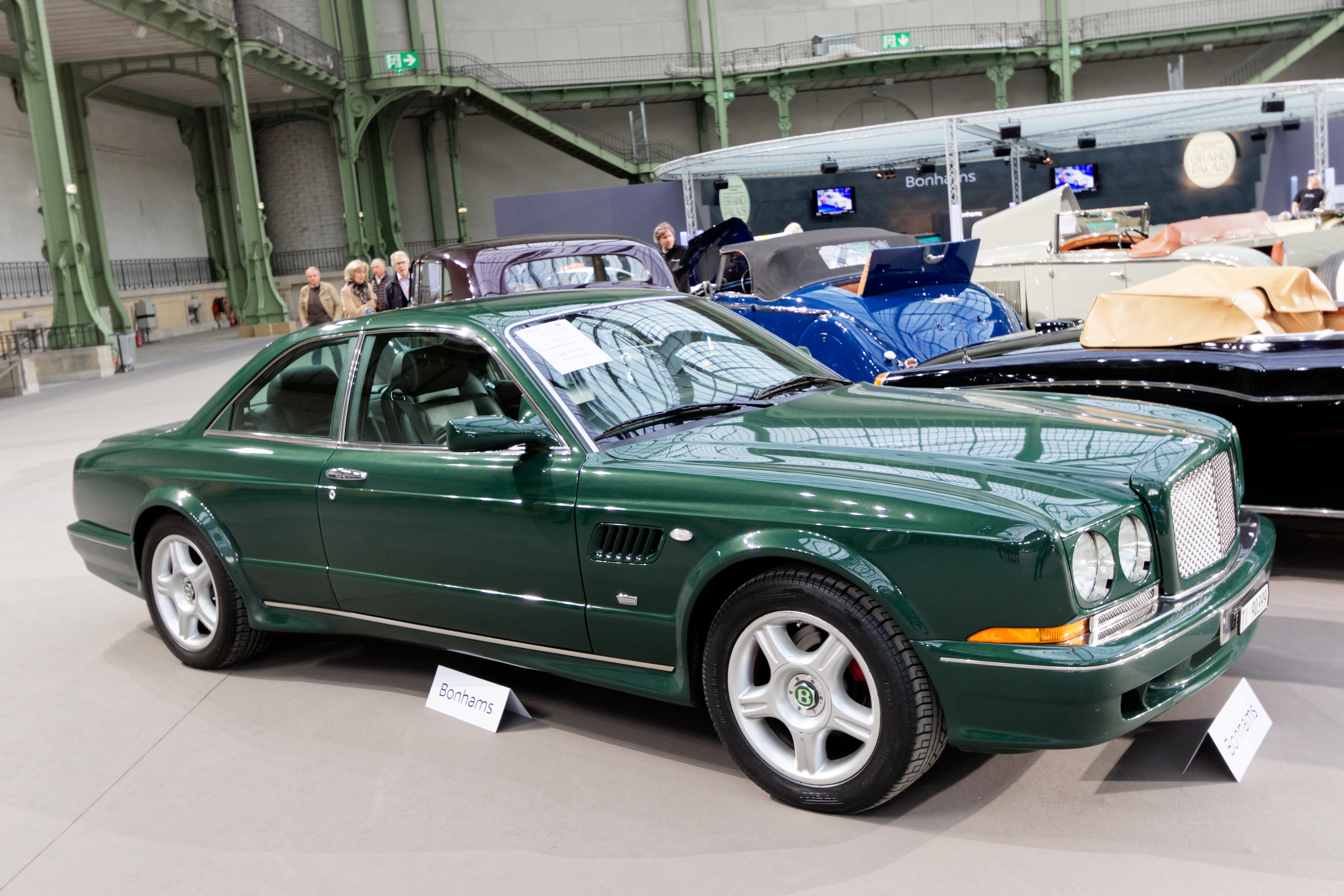
Bentley Continental R Le Mans
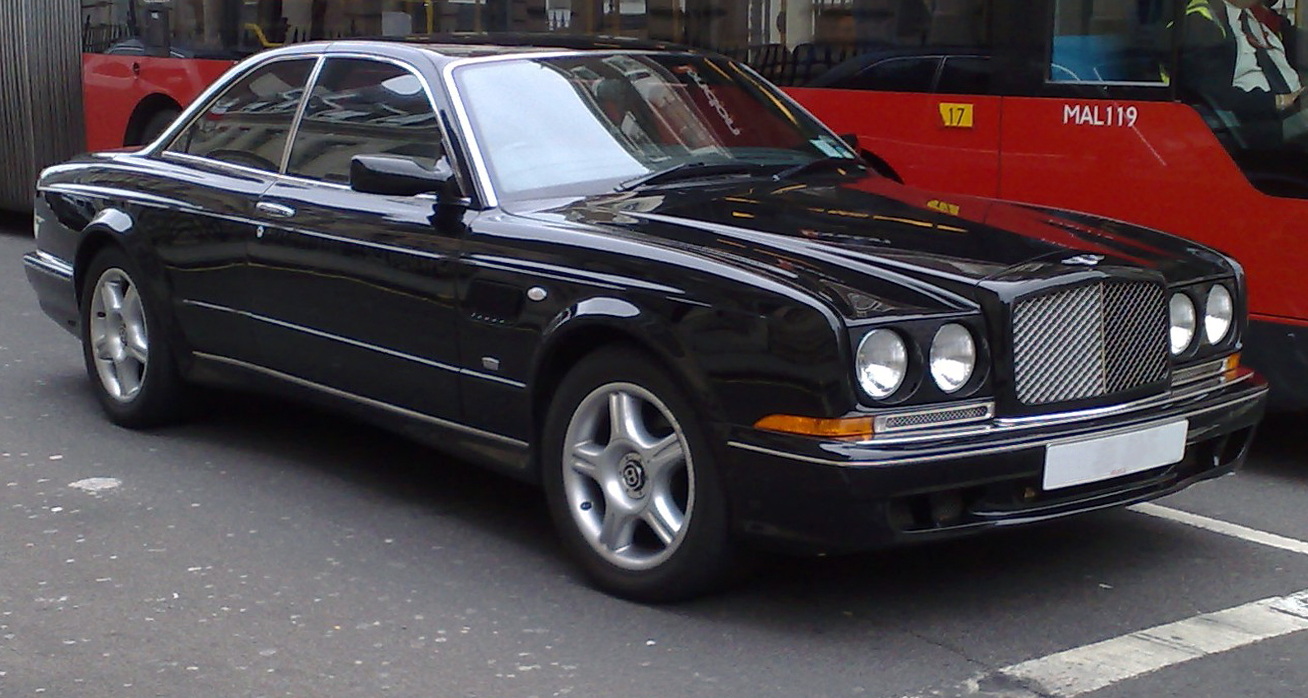
2001 Bentley Continental R Mulliner
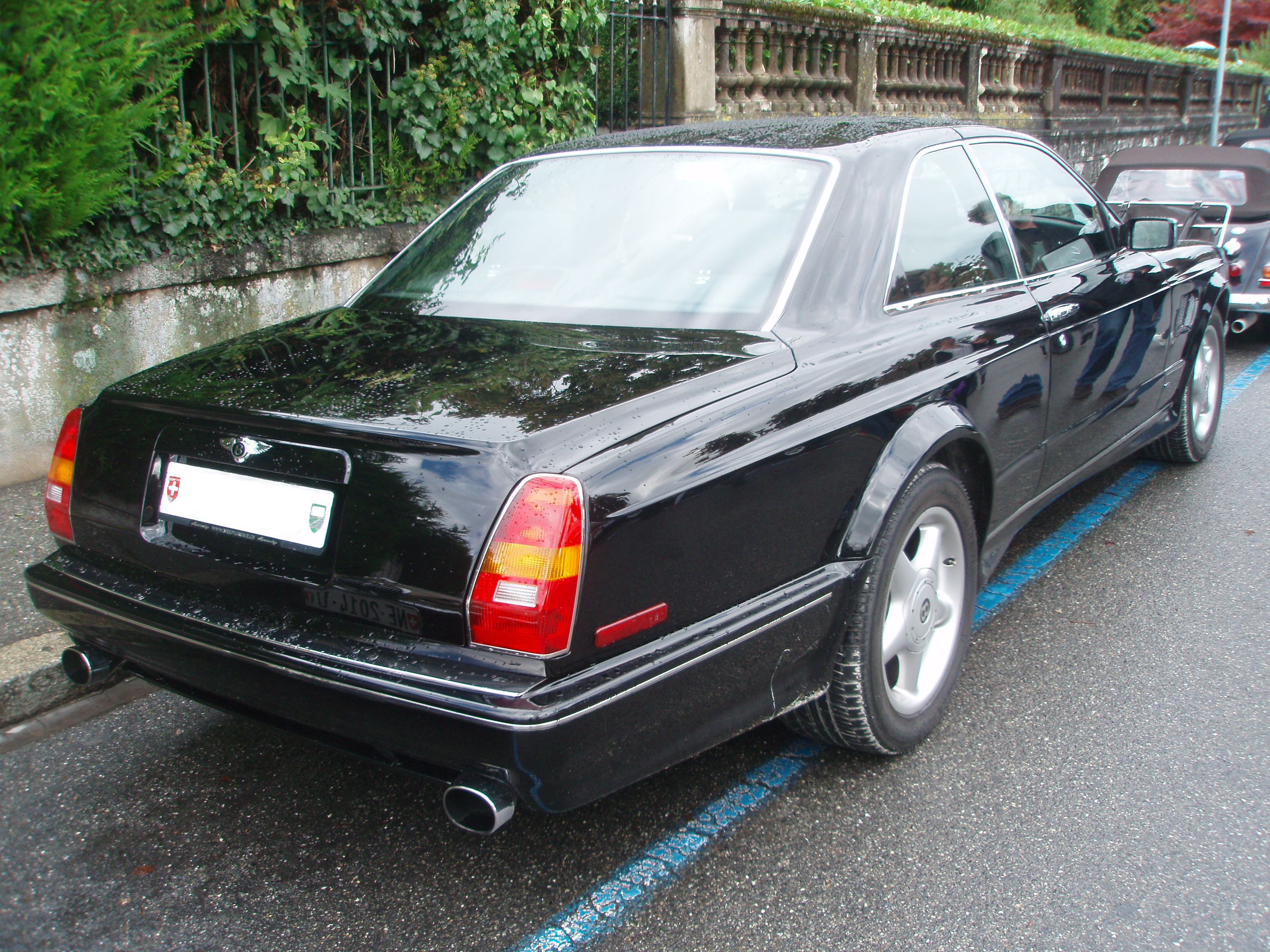
Вид сзади
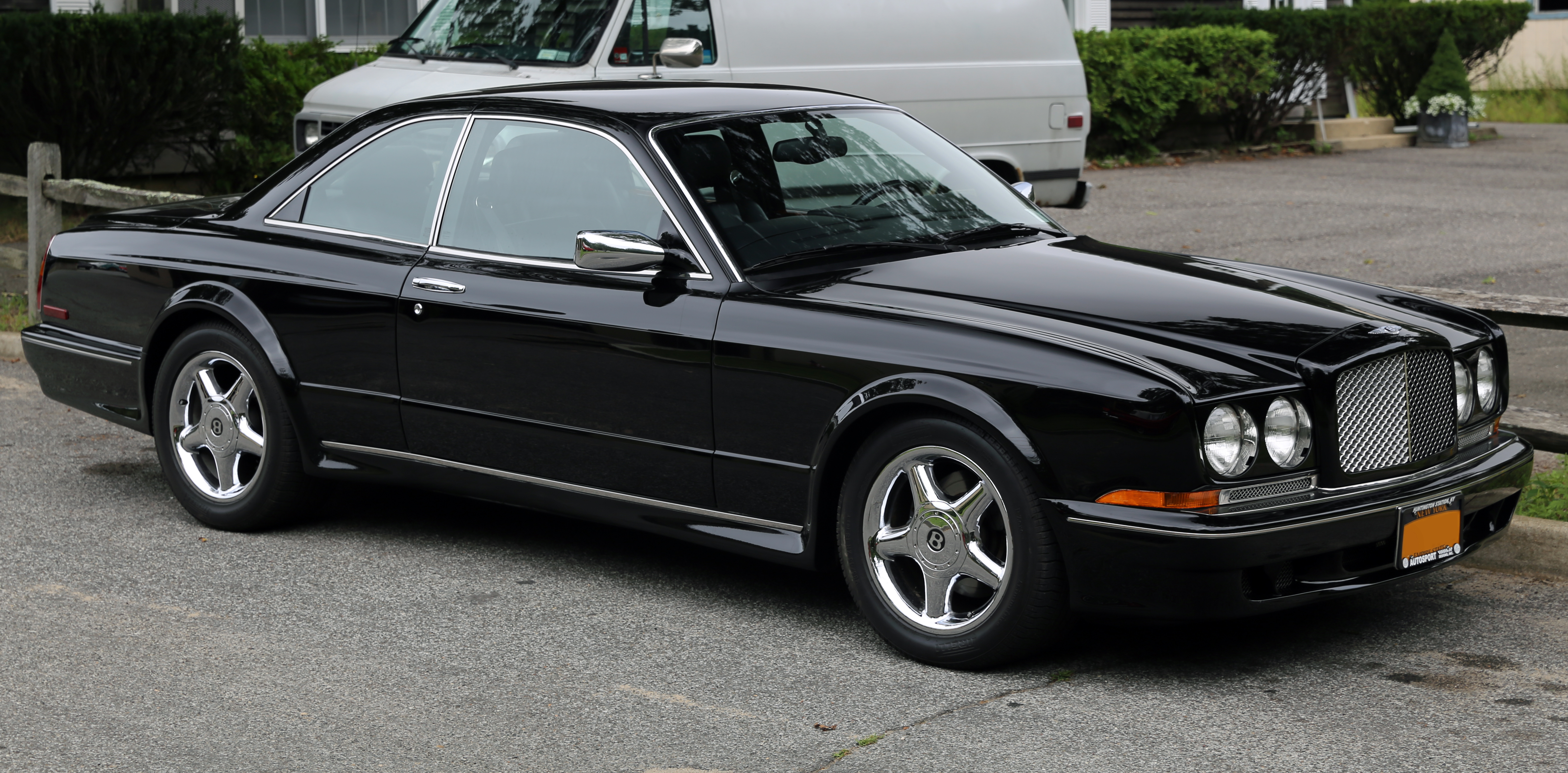
Bentley Continental T
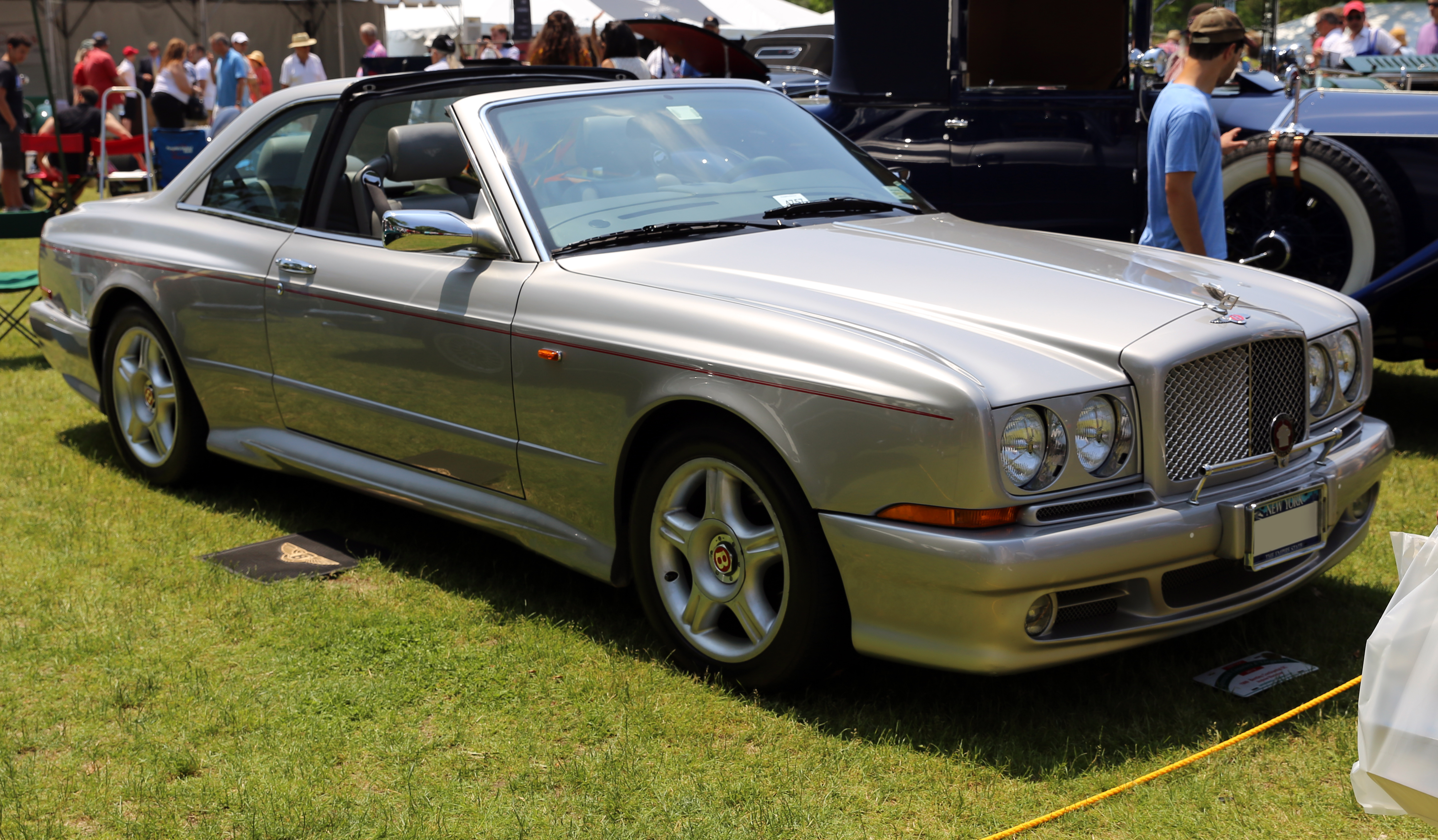
Bentley Continental Sedanca Coupé